# Société Marocaine de Construction Automobile
Société Marocaine de Construction Automobile S.A. (SOMACA, arabisch الجمعية المغربية لبناء سيارات, DMG al-Ǧamʿiyya al-maġribiyya li-bināʾ sayyārāt) ist ein marokkanischer Automobilhersteller.

## Geschichte
SOMACA wurde am 26. Juni 1959 gegründet. An ihr waren das marokkanische Bureau d’études et de participations industrielles (40 %), Simca (20 %), Fiat (20 %) sowie inländische Privatanleger beteiligt. Die staatliche Beteiligung wird auch mit 38 % oder mit 46 % beziffert.
Die Produktion begann 1962. Zunächst wurden Fahrzeuge der Marken Fiat und Simca montiert. Hergestellt wurden die Modelle Fiat 600, 1500, 2300 sowie Simca 1000, Ariane und Aronde.
Im Jahr 1966 schloss SOMACA eine zusätzliche Vereinbarung mit Renault ab und begann mit der Produktion von Renault 4 (eingestellt am 21. Dezember 1994) und Renault 16. Ebenso wurde der Renault 8 gefertigt.
Im Februar 1969 begann im Auftrag der BLMC die Montage des Austin Mini. Im gleichen Jahr kam es zu einer Vereinbarung mit Opel. Neben den Fiat-Modellen 124, 125, 128 und 131 wurden auch der Renault 30 (ab 1975) und der Renault 25 (ab 1985) gefertigt.
Fiat schloss 1995 eine Vereinbarung mit der marokkanischen Regierung ab und ließ bei SOMACA die Modelle Uno bzw. ab 1997 den Siena und den Palio bauen. Dieses Engagement endete 2003.
Ab dem Jahr 2003 erhöhte Renault seine Beteiligung an SOMACA auf 79 %. Bis dahin war Renault mit 8 % beteiligt gewesen. Die verbleibenden 20 % gehören der PSA-Gruppe. Diese Beteiligung ist auf die Übernahme von Chrysler Europe zurückzuführen.
Nachdem die entsprechenden Verträge ausgelaufen waren, beendete die PSA-Gruppe Ende 2010 die Montage der Modelle Berlingo und Partner und damit ihre Tätigkeit innerhalb der SOMACA.
Renault produziert bei SOMACA derzeit den Dacia Logan und den Sandero. Ende 2018 wurde eine weitere Kapazitätssteigerung vereinbart.

## Produktionszahlen
Im ersten Jahr wurden 2247 Einheiten produziert.
Bis zum Jahr 1997 erreichte SOMACA die nachstehenden Produktionszahlen:
| Modell               | Anzahl |
| -------------------- | ------ |
| Renault 4            | 95.250 |
| Renault 12           | 38.850 |
| Fiat 124/125/128     | 32.064 |
| Simca 1100           | 29.268 |
| Fiat 127             | 23.664 |
| Renault 16           | 21.520 |
| Simca 1000/1300/1301 | 21.038 |
| Fiat Uno             | 20.096 |
| Fiat Croma           | 168    |
| Dodge                | 161    |

Die Gesamtzahl der Fiat-Fahrzeuge, die bis 2003 (dem Ende des Fiat-Engagements) montiert wurden, beläuft sich auf mehr als 200.000 Einheiten.

## Schreibweise
In verschiedenen Medien wird der Hersteller auch als Societe Marocaine de Constructions Automobiles bezeichnet. Der Mehrheitseigner Renault verwendet jedoch die Singularform.